# Frédéric Vasseur
Frédéric Vasseur (Draveil, Isla de Francia, 28 de mayo de 1968) es un ingeniero y gerente de automovilismo francés con una larga carrera en la gestión de equipos de campeonatos de monoplazas. Desde el 1 de enero de 2023, es el director general de la escudería Ferrari en sustitución de Mattia Binotto en Fórmula 1, tras serlo previamente de los equipos Alfa Romeo, Sauber y Renault.
En 2004, se unió a Nicolas Todt para formar el equipo ART Grand Prix, siendo una de las escuderías más ganadoras en las categorías que preceden a la Fórmula 1.

## Carrera
Vasseur se graduó en la escuela de ingeniería ESTACA y fundó el equipo ASM en 1996 que, en asociación con Renault, ganó el Campeonato Francés de Fórmula 3 con David Saelens dos años más tarde, y el campeonato de Fórmula 3 Euroseries en asociación con Mercedes-Benz con Jamie Green, Lewis Hamilton, Paul di Resta y Romain Grosjean, de 2004 a 2007.
En 2004, se unió a Nicolas Todt para formar el equipo ART Grand Prix, el cual ha ganado un gran número de campeonatos en GP2, GP3 y Fórmula 3.
A finales de 2013, obtuvo la aprobación de la FIA para construir los 40 chasis para la temporada inaugural de Fórmula E para su nueva empresa, Spark Racing Technology; la compañía ha seguido manteniendo este contrato.

### Fórmula 1
Vasseur se unió a Renault Sport como director del equipo del recién formado Renault Sport Formula One Team durante la temporada 2016 de F1. Renunció al final de la temporada después de desacuerdos con el director gerente, Cyril Abiteboul, sobre cómo se debe administrar el equipo.
Sauber contrató a Vasseur a mediados de 2017 como director general y CEO de Sauber Motorsport AG, así como director del equipo Sauber F1 Team/Alfa Romeo Racing, en 2023, es el nuevo jefe de equipo de la Scuderia Ferrari, habiéndose marchado de Alfa Romeo en Fórmula 1 en enero de 2023